# 野幌末広町
野幌末広町（のっぽろすえひろちょう）とは、北海道江別市の町丁。郵便番号は069-0815。人口は1,500人、世帯数は865世帯（2023年12月1日現在）。丁目の設定のない単独町名である。住居表示は全域で未実施。

## 地理
野幌末広町は函館本線の北西側に位置する地域で、町は国道12号・北海道道626号東雁来江別線に挟まれている。

## 歴史

### 年表
- 1980年（昭和55年）
  - 9月1日 - 「元野幌」・「野幌町」の一部が「野幌末広町」に町名地番変更[5]。

### 町名の変遷
町名の変遷は以下の通りである。
| 実施後     | 実施年月日   | 実施前（各町名ともその一部） |
| ---------- | ------------ | ---------------------------- |
| 野幌末広町 | 1980年9月1日 | 元野幌                       |
| 野幌末広町 | 1980年9月1日 | 野幌町                       |

## 世帯数と人口
2023年（令和5年）12月1日現在の世帯数と人口は以下の通りである。
| 町丁       | 世帯    | 人口    |
| ---------- | ------- | ------- |
| 野幌末広町 | 865世帯 | 1,500人 |
| 計         | 865世帯 | 1,500人 |

### 人口の変遷
国勢調査による人口の推移。
| 1995年（平成7年）  | 1,601人 | [ 6 ]  |  |
| 2000年（平成12年） | 1,555人 | [ 7 ]  |  |
| 2005年（平成17年） | 1,528人 | [ 8 ]  |  |
| 2010年（平成22年） | 1,543人 | [ 9 ]  |  |
| 2015年（平成27年） | 1,520人 | [ 10 ] |  |
| 2020年（令和2年）  | 1,506人 | [ 11 ] |  |

### 世帯数の変遷
国勢調査による世帯数の推移。
| 1995年（平成7年）  | 668世帯 | [ 6 ]  |  |
| 2000年（平成12年） | 698世帯 | [ 7 ]  |  |
| 2005年（平成17年） | 700世帯 | [ 8 ]  |  |
| 2010年（平成22年） | 705世帯 | [ 9 ]  |  |
| 2015年（平成27年） | 721世帯 | [ 10 ] |  |
| 2020年（令和2年）  | 763世帯 | [ 11 ] |  |

## 小・中学校の通学区
小・中学校の通学区は以下の通り。
| 町丁       | 字・番地      | 小学校         | 中学校         |
| ---------- | ------------- | -------------- | -------------- |
| 野幌末広町 | 1番地-38番地  | 江別第二小学校 | 江別第二中学校 |
| 野幌末広町 | 39番地-41番地 | 大麻泉小学校   | 大麻東中学校   |

## 施設

### 公共・公的施設
- 江別市情報図書館（野幌末広町7）[13]

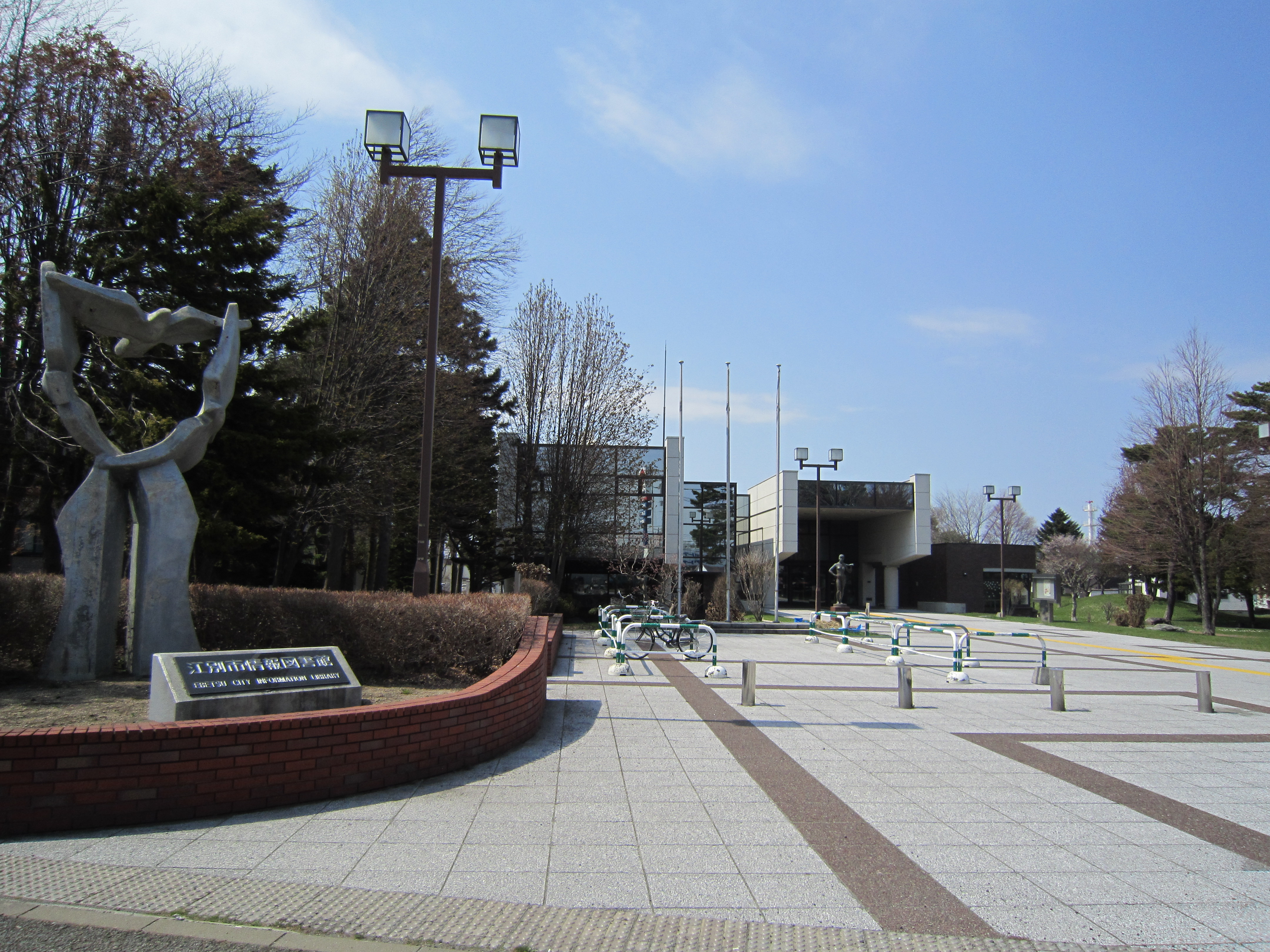
江別市情報図書館

### 公園
- えんじゅ公園（野幌末広町22-8,9）[14]
- 野幌末広町公園（野幌末広町3-1他）[14]

### 企業・店舗
- ローソン 江別野幌末広町（野幌末広町38-2）[15]
- ネッツトヨタ札幌 江別店（野幌末広町16-8）[16]
- apollostation セルフ野幌SS（野幌末広町6-2）[17]
- 北野華苑 野幌（野幌末広町31-2）[18]

### 医療・福祉
- 木野村歯科医院（野幌末広町4-1）[19]
- 緑苑クリニック（野幌末広町2-12）[20]
- 住宅型有料老人ホーム ブルーライズ野幌（野幌末広町39-1）[21]
- 白樺保育園（野幌末広町14-2）[22]

## 交通

### 鉄道
- 鉄道駅は町内には存在しない[23]。最寄り駅は函館本線の野幌駅[23]。
  -  北海道旅客鉄道
    - ■函館本線

### バス
- 町内に ジェイアール北海道バス及び北海道中央バスの路線がある[24]。

### 道路
- 一般国道
  - 国道12号[25]

- 一般道道
  - 北海道道626号東雁来江別線[25]

- 都市計画道路
  - 3・3・12 札幌江別通・国道12号[25][26]
  - 3・4・313 道道東雁来江別線・2番通[25][26]
  - 3・4・344 10丁目通[25][26]